# Jonathan Mendelsohn
Pour les articles homonymes, voir Mendelsohn.
Jonathan Neil Mendelsohn, baron Mendelsohn (né le 30 décembre 1966) est un lobbyiste britannique et un responsable politique travailliste. Il est nommé directeur des ressources électorales générales du parti en 2007.

## Biographie
Avec Neal Lawson et Ben Lucas, il fonde LLM Communications en 1997, une société de lobbying avec un accès facile au nouveau gouvernement travailliste,.
En 1998, il est filmé avec Derek Draper vantant à Greg Palast, un journaliste infiltré se faisant passer pour un homme d'affaires, de la façon dont ils pourraient vendre l'accès aux ministres du gouvernement et créer des allégements fiscaux pour leurs clients dans un scandale qui est surnommé "Lobbygate". Draper a nié les allégations.
Dans le même incident, Mendelsohn est approché par un journaliste infiltré se faisant passer pour un représentant des sociétés énergétiques américaines qui cherchent à contourner les lois environnementales. Malgré l'affirmation de LLM selon laquelle "nous pensons qu'il y aura une nouvelle race" de gagnants éthiques "qui démontreront que les entreprises ne fonctionnent plus dans un vide moral", Mendelsohn conseille ensuite au journaliste de reformuler leurs plans dans un langage qui sonne "Earth-Friendly" en disant "Tony [Blair] est très impatient d'être considéré comme vert. Tout doit être rédigé en langage environnemental - même s'il est légèrement orwellien. ".
Il fait un don d'argent à la campagne de leadership adjoint de Peter Hain en 2007. Mendelsohn est membre du conseil d'administration du groupe de pression New Labour Progress. Selon le Daily Telegraph, "M. Mendelsohn est ancré dans la communauté juive du nord de Londres", et est administrateur des organismes de bienfaisance britanniques, de l'Holocaust Educational Trust et de la branche britannique du New Israel Fund. Il est un ancien président des Amis travaillistes d'Israël, de la Synagogue unie Finchley et de l'Union des étudiants juifs.
Le 5 septembre 2013, il est créé pair à vie en tant que baron Mendelsohn, de Finchley dans le quartier londonien de Barnet. Il devient le porte-parole des affaires et du commerce international du Labour à la Chambre des lords.

## Vie privée
Il est marié et père de quatre enfants. Son épouse Nicola, née Clyne, aujourd'hui Lady Mendelsohn, est nommée vice-présidente de Facebook pour l'Europe, le Moyen-Orient et l'Afrique en mai 2013. Elle est auparavant présidente de l'agence de publicité Karmarama, vice-présidente de l'agence de publicité Grey London et ancienne présidente de l'Institut des praticiens de la publicité .